# أيكوت بركة
أيكوت بركة (بالتركية: Aykut Barka)‏ (مواليد 16 ديسمبر 1951 في الفاتح - الوفاة 01 يناير 2002 م)، كان عالماً تركياً في علوم الأرض.